# Didymocarpus triplotrichus
Didymocarpus triplotrichus är en tvåhjärtbladig växtart som beskrevs av Olive Mary Hilliard. Didymocarpus triplotrichus ingår i släktet Didymocarpus och familjen Gesneriaceae. Inga underarter finns listade i Catalogue of Life.